# René Lafuite
René Aristide Achille Joseph Lafuite (* 12. Mai 1901 in Sedan; † 18. März 1964 in Suresnes) war ein französischer Filmproduzent. Er war außerdem im Filmverleih tätig.

## Leben und Wirken
1923 begann Lafuite in der französischen Filmbranche zu arbeiten, 1926 folgte sein Hollywooddebüt. Zu dieser Zeit war er an ersten Filmproduktionen beteiligt. 1935 stieg er in den Filmverleih ein. Er hatte unter anderem leitende Positionen bei den französischen Distributoren Lille Cinédis, Sedif und Ciné Sélection (1945 bis 1949) inne. Von 1949 bis 1952 war er Generaldirektor des Filmverleihs Selznick Releasing Organization, einem Unternehmen von David O. Selznick. Im Anschluss übernahm er bis 1954 dieselbe Funktion bei Discifilm.
Danach wandte sich Lafuite wieder der Filmproduktion zu. Er produzierte zwischen 1954 und 1961 mehrere Filme und gewann zusammen mit Arthur Cohn bei der Oscarverleihung 1962 den Oscar für den besten Dokumentarfilm für Nur Himmel und Dreck (Le Ciel et la boue, 1961).
René Lafuite starb 1964 in Suresnes.

## Auszeichnungen
- 1962: Oscar für den besten Dokumentarfilm

## Filmografie (Auswahl)
- 1954: Sur le banc
- 1955: Das Mädchen vom 3. Stock (Sophie et le Crime)
- 1956: Der Weg ins Verderben (Des gens sans importance)
- 1956: Mitsou ou Comment l’esprit vient aux filles…
- 1959: Secret professionnel
- 1961: Nur Himmel und Dreck (Le Ciel et la boue)